# Zjednoczona Prawica (koalicja rządowa)
Zjednoczona Prawica, ZP – polska koalicja wyborcza i rządowa o charakterze prawicowym powołana po wyborach parlamentarnych w 2015 roku, a następnie po wyborach przeprowadzonych 4 lata później. Rządziła w okresie od 16 listopada 2015 do 13 grudnia 2023 roku. Przez cały okres jej istnienia w jej skład wchodziły dwie partie polityczne: Prawo i Sprawiedliwość i Suwerenna Polska (wcześniej Solidarna Polska), która 12 października 2024 połączyła się z PiS-em.
Do 2021 roku do tej koalicji wchodziło jeszcze Porozumienie. W tym samym roku Partia Republikańska (która 16 grudnia 2023 roku została połączona z partią Prawo i Sprawiedliwość) weszła w skład Zjednoczonej Prawicy.
Zjednoczona Prawica stworzyła cztery samodzielne rządy: rząd Beaty Szydło, pierwszy, drugi oraz trzeci rząd Mateusza Morawieckiego.
W wyborach parlamentarnych, samorządowych oraz do Parlamentu Europejskiego kandydaci Zjednoczonej Prawicy startowali z list Prawa i Sprawiedliwości. W wyborach prezydenckich w 2015 i 2020 roku kandydatem koalicji na stanowisko Prezydenta RP był Andrzej Duda.

## Historia

### 2015–2022
Koalicja została powołana po wyborach w Polsce w 2015 roku w celu powołania nowego rządu. W tamtych wyborach zdobyła większość w obu izbach Parlamentu Rzeczypospolitej Polskiej, przeganiając tym samym poparciem wcześniej rządzące Platformę Obywatelską i Polskie Stronnictwo Ludowe (a mianowicie Koalicję PO-PSL i obradujący rząd Ewy Kopacz). W tym samym roku Prezesem Rady Ministrów reprezentującym Zjednoczoną Prawicę była Beata Szydło (na miejsce wcześniej urzędującego rządu Ewy Kopacz powstała rada ministrów Beaty Szydło), a od 2017 roku Mateusz Morawiecki (pierwszy rząd Mateusza Morawieckiego).
W wyborach w Polsce w 2019 roku koalicja zdobyła największe w jej historii poparcie, osiągając tym samym 43,59% wszystkich głosów. To wzrost o 6,01 punktów procentowych względem wyborów przeprowadzonych 4 lata wcześniej. W tych samych wyborach straciła ona większość w Senacie, lecz zachowała ją w Sejmie. Od tego samego roku zaczął funkcjonować drugi rząd Mateusza Morawieckiego.
Partią polityczną z największym poparciem znajdującą się w opozycji wobec rządów Zjednoczonej Prawicy przez cały okres sprawowania przez nią władzy była Platforma Obywatelska (od 2019 wchodząca w skład Koalicji Obywatelskiej).

### Od 2023
W październikowych wyborach Zjednoczona Prawica straciła większość bezwzględną w Sejmie, uzyskując 194 mandaty (do większości trzeba 231 miejsc w izbie niższej), co uniemożliwiło jej tworzenie rządu. 6 listopada Prezydent RP Andrzej Duda desygnował Mateusza Morawieckiego na premiera, który został zaprzysiężony 27 listopada. 11 grudnia odbyło się głosowanie nad wotum zaufania: „za” było 190 posłów, „przeciw” – 266 i nikt się nie wstrzymał od głosu. Wotum zaufania nie udzielono. Tego samego dnia odbyło się głosowanie nad wyborem przewodniczącego PO Donalda Tuska na Prezesa Rady Ministrów, w którym posłowie ZP głosowali przeciw. Wynik to: 248 ,,za", 201 ,,przeciw". Następnego dnia została wybrana Rada Ministrów (takie same były wyniki głosowania). 13 grudnia został zaprzysiężony trzeci rząd Donalda Tuska, przez co ZP przeszła do opozycji.
W wyborach samorządowych w 2024 roku Zjednoczona Prawica uzyskała najwyższy wynik w skali ogólnokrajowej do sejmików województw (34,27% głosów) spośród innych komitetów, zdobywając 239 radnych. Większość samodzielną uzyskała w województwach: podkarpackim, świętokrzyskim, małopolskim i lubelskim. W radach powiatów uzyskała 2080 mandatów, a gmin - 3069. Z komitetu PiS zostało wybranych łącznie 105 wójtów, burmistrzów i prezydentów miast.
W wyborów do Parlamentu Europejskiego w tym samym roku ZP zajęła 2. miejsce (za Koalicją Obywatelską) z wynikiem 36,16%, co przełożyło się na 20 mandatów.
24 listopada 2024 roku ZP ogłosiło, że w najbliższych wyborach prezydenckich poprze prezesa IPN Karola Nawrockiego.

## Rządy Zjednoczonej Prawicy

### Rządy w państwie (2015-2023)
Zjednoczona Prawica stworzyła swój pierwszy rząd po wyborach parlamentarnych w 2015 roku. Wtedy zdobyła większość w Sejmie oraz Senacie. W grudniu 2017 roku zaczął funkcjonować pierwszy rząd Mateusza Morawieckiego, który zastąpił rząd Beaty Szydło. Po wyborach parlamentarnych w 2019 roku również miała władzę i ponad połowę posłów, lecz straciła większość w Senacie. Wybory parlamentarne w 2023 roku przyniosły Zjednoczonej Prawicy koniec jej rządów, które przejęła ówczesna opozycja.

### Rządy w poszczególnychwojewództwach

#### Sejmiki województw
W wyborach samorządowych w 2024 roku Zjednoczona Prawica ma samodzielną większość w czterech sejmikach województw: podkarpackim, świętokrzyskim, małopolskim oraz lubelskim.

#### Marszałkowie województw
Marszałkowie województw: świętokrzyskiego, podkarpackiego, małopolskiego oraz lubelskiego są członkowie partii wchodzących w skład Zjednoczonej Prawicy (w przypadku tego pierwszego jest to członek OdNowa Rzeczpospolitej Polskiej, a dla trzech pozostałych - członkowie PiS).

## Program

### Zagadnienia ustrojowe
Większość polityków Zjednoczonej Prawicy sprzeciwia się między innymi legalizacji stosowania: metody in vitro, aborcji, eutanazji, narkotyków, kary śmierci, czy rejestracji związków i małżeństw jednopłciowych. Nie popiera większej integracji Polski w strukturach Unii Europejskiej, lecz również nie planuje opuszczać tej organizacji międzynarodowej. Szanuje utrzymanie wszystkich dotychczasowych (konserwatywnych) tradycji.

### Kwestie gospodarcze
Zjednoczona Prawica popiera programy socjalne. Standardowym przykładem jest funkcjonujący od 1 kwietnia 2016 roku Program Rodzina 500 plus. W 2023 roku posłowie oraz senatorowie koalicji wsparli waloryzację 500 plus na 800 plus. Według części stron internetowych i politologów ZP popiera gospodarczy socjalizm (również słowa premiera Polski z ramienia Zjednoczonej Prawicy, Mateusza Morawieckiego wskazują, że poglądy jego rządu są bliskie ideologii socjalistycznej).

## Prezydenci i premierzy RP

### Premierzyreprezentujący ZP
| Imię i nazwisko    | rząd                                                                               | Od                | Do              |
| ------------------ | ---------------------------------------------------------------------------------- | ----------------- | --------------- |
| Beata Szydło       | rząd Beaty Szydło                                                                  | 16 listopada 2015 | 11 grudnia 2017 |
| Mateusz Morawiecki | rząd Mateusza Morawieckiego (pierwszy, drugi i trzeci rząd Mateusza Morawieckiego) | 11 grudnia 2017   | 13 grudnia 2023 |

### Prezydenci RPwywodzący się z ZP
| Prezydent      | Od              | Do              |
| -------------- | --------------- | --------------- |
| Andrzej Duda   | 6 sierpnia 2015 | 6 sierpnia 2025 |
| Karol Nawrocki | 6 sierpnia 2025 | obecnie         |

## Liczba członków
Liczba członków wchodzących w skład Zjednoczonej Prawicy
|                   | Prawo i Sprawiedliwość | Suwerenna Polska            | Partia Republikańska        |
| Rok               | Liczba członków        | Liczba członków             | Liczba członków             |
| ----------------- | ---------------------- | --------------------------- | --------------------------- |
| 2002              | 2 600                  | partia jeszcze nie istniała | partia jeszcze nie istniała |
| 2004              | 6 500                  | partia jeszcze nie istniała | partia jeszcze nie istniała |
| 2006              | 13 000                 | partia jeszcze nie istniała | partia jeszcze nie istniała |
| luty 2010         | 22 000                 | partia jeszcze nie istniała | partia jeszcze nie istniała |
| 30 listopada 2012 | około 21 750           | około 5 000                 | partia jeszcze nie istniała |
| 2015              | 30 000                 | dane nie są podawane        | partia jeszcze nie istniała |
| kwiecień 2018     | ponad 34 500           | dane nie są podawane        | partia jeszcze nie istniała |
| grudzień 2018     | ponad 37 400           | dane nie są podawane        | partia jeszcze nie istniała |
| styczeń 2020      | 40 000                 | dane nie są podawane        | partia jeszcze nie istniała |
| styczeń 2021      | 45 000                 | dane nie są podawane        | partia jeszcze nie istniała |
| listopad 2022     | 44 996                 | dane nie są podawane        | dane nie są podawane        |
| czerwiec 2023     | 48 000                 | dane nie są podawane        | dane nie są podawane        |

## Poparcie w wyborach

### Wybory parlamentarne
| Wybory | Sejm      | Sejm       | Sejm  | Sejm    | +/- | Senat   | +/- | Rząd      |
| Wybory | Głosy     | Głosy      | Głosy | Głosy   | +/- | Mandaty | +/- | Rząd      |
| Wybory | Liczba    | %          | +/-   | Liczba  | +/- | Liczba  | +/- | Rząd      |
| ------ | --------- | ---------- | ----- | ------- | --- | ------- | --- | --------- |
| 2015   | 5 711 687 | 37,58 (1.) |       | 235/460 |     | 61/100  |     | Większość |
| 2019   | 8 051 935 | 43,59 (1.) | 6,01' | 235/460 |     | 48/100  | 13' | Większość |
| 2023   | 7 640 854 | 35,38 (1.) | 8,21' | 194/460 | 41' | 34/100  | 14' | Opozycja  |

### Wybory prezydenckie
| Wybory | Kandydat       | I tura    | I tura     | II tura    | II tura    | Uwagi                             |
| Wybory | Kandydat       | Głosów    | %          | Głosów     | %          | Uwagi                             |
| ------ | -------------- | --------- | ---------- | ---------- | ---------- | --------------------------------- |
| 2015   | Andrzej Duda   | 5 179 092 | 34,76 (1.) | 8 719 281  | 51,55 (1.) | Wygrana z Bronisławem Komorowskim |
| 2020   | Andrzej Duda   | 8 450 513 | 43,50 (1.) | 10 440 648 | 51,03 (1.) | Wygrana z Rafałem Trzaskowskim    |
| 2025   | Karol Nawrocki | 5 790 804 | 29,54 (2.) | 10 606 877 | 50,89 (1.) | Wygrana z Rafałem Trzaskowskim    |

### Wybory samorządowe
| Wybory | Sejmiki | Sejmiki | Sejmiki | Sejmiki | Rady powiatów | Rady powiatów | Rady powiatów | Rady powiatów | Rady gmin | Rady gmin | Prezydenci, burmistrzowie, wójtowie | Prezydenci, burmistrzowie, wójtowie |
| Wybory | Głosy   | Głosy   | Mandaty | Mandaty | Głosy         | Głosy         | Mandaty       | Mandaty       | Mandaty   | Mandaty   | Mandaty                             | Mandaty                             |
| Wybory | %       | +/-     | Liczba  | +/-     | %             | +/-           | Liczba        | +/-           | Liczba    | +/-       | Liczba                              | +/-                                 |
| ------ | ------- | ------- | ------- | ------- | ------------- | ------------- | ------------- | ------------- | --------- | --------- | ----------------------------------- | ----------------------------------- |
| 2018   | 34,13   |         | 254/552 |         | 30,46         | -             | 2114          | -             | 5808      | -         | 234                                 | -                                   |
| 2024   | 34,27   | 0,14'   | 239/552 | 15'     | 29,94         | 0,52'         | 2080          | 34'           | 3069      | 2739'     | 105                                 | 129'                                |

### Wybory doParlamentu Europejskiego
| Wybory | Głósy     | Głósy      | Głósy | Mandaty | Mandaty |
| Wybory | Liczba    | %          | +/-   | Liczba  | +/-     |
| ------ | --------- | ---------- | ----- | ------- | ------- |
| 2019   | 6 192 780 | 45,38 (1.) |       | 27/52   |         |
| 2024   | 4 253 169 | 36,16 (2.) | 9,22' | 20/53   | 7'      |

### Elektorat
Według sondażu exit poll zorganizowanym po wyborach parlamentarnych w 2023 roku głosowanie na Zjednoczoną Prawicę deklarowały przede wszystkim osoby w podeszłym wieku, mieszkańcy wsi i małych miast oraz osoby z podstawowym i zawodowym wykształceniem (ma największe poparcie również u osób ze średnim wykształceniem). U osób, które skończyły uczelnie, przegrywa z Koalicją Obywatelską.

## Kompozycja
| Ugrupowanie polityczne | Ideologia polityczna                                                                    | Lider              | Pozycja polityczna | Posłowie | Senatorowie | Posłowie do PE | Radni sejmików województw |
| ---------------------- | --------------------------------------------------------------------------------------- | ------------------ | ------------------ | -------- | ----------- | -------------- | ------------------------- |
| Prawo i Sprawiedliwość | konserwatyzm, eurosceptycyzm, chrześcijańska demokracja, solidaryzm, prawicowy populizm | Jarosław Kaczyński | Prawica            | 188/460  | 34/100      | 20/52          | 233/552                   |

W klubie parlamentarnym Prawa i Sprawiedliwości (reprezentacji Zjednoczonej Prawicy w parlamencie Rzeczypospolitej Polskiej) zasiadają również 7 posłów oraz 4 senatorów, którzy nie należą do żadnej partii politycznej. Posłowie, którzy jednocześnie są członkami ugrupowań: Kukiz’15, OdNowa RP i Polskie Sprawy, które nie wchodzą w skład koalicji, lecz parlamentarzyści ugrupowań prowadzonych przez Pawła Kukiza, Marcina Ociepę oraz Mateusza Niemca zostali wybrani z list Prawa i Sprawiedliwości.

## Aktualni przedstawiciele w samorządzie

### Mandaty w sejmikach województw
| Sejmik             | Mandaty        | Rząd      |
| ------------------ | -------------- | --------- |
| dolnośląski        | 15/36          | Opozycja  |
| śląski             | 20/45          | Opozycja  |
| opolski            | 10/30          | Opozycja  |
| kujawsko-pomorski  | 11/30          | Opozycja  |
| lubelski           | 21/33          | Większość |
| lubuski            | 10/30          | Opozycja  |
| łódzki             | 16/33          | Opozycja  |
| małopolski         | 21/39          | Większość |
| mazowiecki         | 21/51          | Opozycja  |
| podkarpacki        | 21/33          | Większość |
| podlaski           | 15/30          | Opozycja  |
| pomorski           | 10/33          | Opozycja  |
| świętokrzyski      | 16/30          | Większość |
| warmińsko-mazurski | 11/30          | Opozycja  |
| wielkopolski       | 15/39          | Opozycja  |
| zachodniopomorski  | 10/30          | Opozycja  |
| Mandaty ogółem     | Mandaty ogółem | 239/552   |

### Prezydenci miast
| Prezydent miasta   | Miasto              | Data powołania    | źródło                  |
| ------------------ | ------------------- | ----------------- | ----------------------- |
| Lucjusz Nadbereżny | Stalowa Wola        | 28 listopada 2014 | [ 114 ] [ 115 ] [ 116 ] |
| Marcin Witko       | Tomaszów Mazowiecki | 8 grudnia 2014    | [ 117 ] [ 118 ] [ 119 ] |
| Michał Urgoł       | Jastrzębie-Zdrój    | 6 maja 2024       | [ 120 ]                 |
| Tomasz Hapunowicz  | Siedlce             | 7 maja 2024       | [ 121 ]                 |

### Marszałkowie województw
Aktualnie (po wyborach samorządowych w 2024 roku) Zjednoczona Prawica rządzi w czterech województwach, a w pozostałych dwunastu jej radni wojewódzcy znajdują się w opozycji.
| Marszałek                | Województwo    | Data powołania    | Źródło |
| ------------------------ | -------------- | ----------------- | ------ |
| Jarosław Stawiarski      | lubelskie      | 21 listopada 2018 | [ 58 ] |
| Łukasz Smółka            | małopolskie    | 4 lipca 2024      | [ 57 ] |
| Władysław Ortyl          | podkarpackie   | 27 maja 2013      | [ 56 ] |
| Renata Janik (OdNowa RP) | świętokrzyskie | 6 maja 2024       | [ 55 ] |

## Głosowania nad wotum zaufania dla rządów ZP
| Rząd                                 | Data głosowania   | Wynik         | Czy przyznano | Źródło                  |
| ------------------------------------ | ----------------- | ------------- | ------------- | ----------------------- |
| Rząd Beaty Szydło                    | 18 listopada 2015 | 236' 18' 202' | Tak           | [ 122 ]                 |
| Pierwszy rząd Mateusza Morawieckiego | 12 grudnia 2017   | 243' 0' 192'  | Tak           | [ 123 ]                 |
| Drugi rząd Mateusza Morawieckiego    | 19 listopada 2019 | 237' 2' 214'  | Tak           | [ 124 ]                 |
| Drugi rząd Mateusza Morawieckiego    | 4 czerwca 2020    | 235' 2' 219'  | Tak           | [ 125 ]                 |
| Trzeci rząd Mateusza Morawieckiego   | 11 grudnia 2023   | 190' 0' 266'  | Nie           | [ 126 ] [ 127 ] [ 128 ] |